# Maison Morel
La Maison Morel est un ancien couvent des Annonciades situé à Bar-le-Duc dans le département de la Meuse en région Lorraine.
Elle est inscrite aux monuments historiques depuis le 3 février 1988.

## Présentation
Les fenêtres ont des meneaux ainsi que des chambranles ornés.

## Historique
La façade sur la place et la toiture sont inscrites aux monuments historiques le 3 février 1988.